# Monarca blau d'Helena
El monarca blau d'Helena (Hypothymis helenae) és un ocell de la família dels monàrquids (Monarchidae).
Viu a la selva pluvial de les Filipines, a Camiguin, Luzon, illes Polillo, Catanduanes, Samar, Dinagat, Siargao i nord-est de Mindanao.